# Bombus honshuensis
Bombus honshuensis är en biart som först beskrevs av Borek Tkalcu 1968.  Den ingår i släktet humlor och familjen långtungebin. Inga underarter finns listade.

## Beskrivning
Bombus honshuensis är orange på mellankroppens rygg, och mer klargul på sidorna, medan bakkroppen är gulbeige. Hanarna kan ha en mer rent gul färg.

## Ekologi
Arten flyger från maj till oktober, speciellt i höglänta områden.

## Utbredning
Arten är endemisk för Japan, där den förekommer på sydvästra Hokkaido och i de bergiga regionerna av Honshu och Shikoku.